# عبد الحكيم محمود حاجي فقي
عبد الحكيم محمود حاجي فقي (بالصومالية: Cabdixakiin Maxamuud Xaaji Fiqi)‏ دبلوماسي وسياسي صومالي شغل منصب وزير الدفاع الصومالي، ونائب رئيس الوزراء الصومالي.

## خلفية
ينحدر عبد الحكيم محمود حاجي فقي من محافظة باي جنوب الصومال. 
خدم سابقا في البعثة الدبلوماسية الصومالية في كندا . 

## الحياة المهنية
في 12 نوفمبر 2010 عُيّن حاج فقي وزيرًا للدفاع في الصومال.ونائبا لرئيس الوزراء وشغل منصب وزير الدفاع حتى 20 يوليو 2011، وخلفه في المنصب حسين عرب عيسى.
في 4 نوفمبر 2012 عُيّن حاج فقي وزيرًا للدفاع للمرة الثانية في حكومة رئيس الوزراء عبدي فارح شردون. 
من بين مبادراته الأولى بعد توليه منصبه قاد حاجي فقي مفاوضات لتأمين دعم جامعة الدول العربية لحملة الحكومة الفيدرالية الصومالية لتعليق حظر الأسلحة المفروض على الصومال منذ فترة طويلة. وتكللت الجهود بالنجاح حيث تم إيقاف حظر الأسلحة في 6 مارس 2013 بعد تبني مجلس الأمن التابع للأمم المتحدة القرار 2093 بالإجماع. 
في 17 يناير 2014 عين رئيس الوزراء عبد الولي شيخ أحمد محمد شيخ حسن خلفا للوزير فقي في منصب وزير الدفاع. 